# دوبرومیر دیمتسکی
دوبرومیر دیمتسکی (لهستانی: Dobromir Dymecki؛ زادهٔ ۳ اکتبر ۱۹۸۵) بازیگر اهل لهستان است.
از فیلم‌ها یا مجموعه‌های تلویزیونی که وی در آن‌ها نقش داشته‌است، می‌توان به ۱۶۷۰، یک‌راست به دل، دهن‌به‌دهن، هتل ۵۲، رنگ‌های خوشبختی، دوران افتخار، مأموریت افغانستان، قانون حقیقی، کمیسر آلکس، مزرعه، در خوشی و سختی، هنرمندان، فرابنفش، نشانه‌ها، کلبهٔ جنگلی، ۱۹۸۳، پدر متیو، قیافه، سیاره مجرد و عشق بزرگ اشاره نمود.